# Johan Hendrik Weihe
Johan Hendrik Weihe (født 22. oktober 1786 i Søldafirði på Østerø, død 1. april 1868 smst.), var en færøsk bonde, skipper og politiker. Han fæstede Útibøgarð i sin hjembygd i 1820. Ved det første landstingsvalg på Færøerne i 1851 valgte Lagtinget Weihe som Færøernes repræsentant i Landstinget, hvor han sad som uafhængig tingmand frem til 1853.
Han var søn af Joen P. Weihe í Lamba og dennes hustru Anne Sofie Weyhe, født Debes.
Weihe var sømand fra 1808. Han tog nagivationseksamen i København i 1814 og var derefter styrmand indtil han i 1820 blev kongsbonde. Han fortsatte dog lejlighedsvist som skibsfører. Han var konstitueret sysselmand i blandt andet i 1858. Han blev valgt ved første landstingsvalg på Færøerne 11. august 1851 og stillede ikke op igen ved næste valg i 1853. Han stillede op uden held til Folketinget ved et suppleringsvalg i 1857 og  valget i 1858.
Han var far til den færøske sprogmand Alexander Weihe.